# Tinryland
Tinryland (Iers: Tigh an Raoireann, wat huis van Raoire betekent), is een plaats in Ierse graafschap Carlow. Het ligt 5 kilometer ten zuiden van de Carlow.